# Luis Diego Cuscoy
Luis Diego Cuscoy (San Esteban de Bas, Gerona, 22 de octubre de 1907 - San Cristóbal de La Laguna, Tenerife, 24 de abril de 1987) fue uno de los investigadores más importantes en el campo de la arqueología canaria, destacando también como antropólogo y escritor.
El núcleo central de sus investigaciones se centró en el campo de la arqueología, especialmente en Tenerife, donde realizó importantes excavaciones. Fue miembro del Instituto de Estudios Canarios y creador del Museo de Arqueología de Tenerife. Su obra como arqueólogo lo sitúa como nexo de unión entre los estudios sobre la arqueología y cultura tradicional canaria y la actual antropología social y cultural. Sus numerosos trabajos han sido publicados en las revistas más importantes de historia y de arqueología del Archipiélago Canario (Revista de Historia, Anuario de Estudios Atlánticos, Museo Canario, etc.).

## Biografía
Luis Diego Cuscoy nació en San Esteban de Bas, Gerona, el 22 de octubre de 1907, y falleció en San Cristóbal de La Laguna, Tenerife, el 24 de abril de 1987. Su familia era bilingüe: madre de habla catalana y padre castellana.
Comienza a asistir a la tertulia de la Librería Miranda de La Orotava, donde se relaciona con el vicepresidente del Liceo Taoro de La Orotava, Antonio Lugo y Massieu, con su presidente, Adolfo Herreros González, director del semanario el Eco del Valle y con su hermano Antonio Herreros González, también editor y director de la revista La Semana y el periódico El Norte de La Orotava, además de impresor, quien le publica su primer libro, “Tenerife Espiritual”, en 1928, dentro del movimiento canario de la corriente poética del 27. El contacto con esta tertulia lo integra dentro de la orientación liberal republicana que tenía la institución desde su fundación.
En 1927, finalizados sus estudios de Magisterio en la Escuela Normal del Magisterio de La Laguna (facultad de Universidad de La Laguna en la actualidad), estuvo la escuela de La Guancha (1928-1929). Entre abril de 1929 y marzo de 1930 realizó el servicio militar adscrito a Sanidad Militar de sólo un año al figurar como mantenedor de su familia, conociendo a Juan Comas Camps (exiliado a México tras la Guerra Civil) que fue Secretario de Redacción de la Revista de Pedagogía entre 1932 a 1936, donde en 1933 se publicó el artículo de Diego Cuscoy “Ensayo de lectura consciente en una escuela rural” que había ganado el concurso nacional de la Revista de Pedagogía. Después del servicio militar continúa la labor como maestro.
También allí participó en su primera excavación arqueológica, en un castro celta.  Diego Cuscoy comenzó interrelacionando la pedagogía con la etnografía, mucho antes de su trabajo en arqueología, lo que anticipa la base antropológica de su obra de madurez.
En 1934 regresó a El Sauzal, Tenerife  para continuar con su labor docente.
El expediente de depuración
Durante la Segunda República Española, Diego Cuscoy no tuvo ninguna afiliación política, y su única vinculación concreta fue una posible afinidad ideológica, lógica por la tradición liberal republicana e ideas progresistas del Liceo de Taoro, con el que estuvo en contacto desde los 18 años, fue su participación con un breve artículo en la revista Trabajadores de la Enseñanza, del 1 de mayo de 1936, órgano de la Federación de Trabajadores de la Enseñanza de Tenerife, con el título “Pueblo y maestros frente a la guerra” (1936), de carácter pacifista en una Europa entonces amenazada por la guerra. Este artículo fue uno de los elementos que se utilizó en su contra dentro de su expediente de depuración.
La sanción impuesta fue la inhabilitación de cargos directivos y traslado forzoso durante un año a la Escuela Nacional Mixta de Cabo Blanco, Arona, en el sur de Tenerife, hasta inicios de 1942. Cabo Blanco era entonces un pueblo del sur de Tenerife apartado y deprimido.
Visita cuevas funerarias con sus alumnos, hijos de pastores que le llevan restos  óseos y le conducen a cuevas.

## Luis Diego Cuscoy y los pastores
Luis Diego Cuscoy entró en contacto con el mundo del pastoreo tinerfeño durante su estancia forzosa en Cabo Blanco, Tenerife, tras ser denunciado ante las autoridades franquistas. En ese pequeño pueblo, sus alumnos ayudaban a sus familias en el cuidado de las cabras. En su estancia en esa escuela redactó su libro "Entre pastores y ángeles" (1941)
Según Galván, Navarro y Clavijo, su interés por los cabreros fue evolucionando desde una primera etapa (1943-1958) estando vinculado a las Comisaría provincial de Excavaciones Arqueológicas, en la que solo se acerca al pastoreo como literato. 
En una segunda etapa (década de 1960) los pastores le transmiten conocimientos sobre costumbres guanches y ubicaciones de yacimientos arqueológicos, que conocían por haberlos descubierto ellos mismos o por tradición oral. En esta etapa también se interesa por la bioantropología, con autores como Fusté o Schwidetzky o Berthelot. Es aquí cuando comienza a encuestar a pastores, uniendo arqueología y etnografía.
En una tercera etapa, a partir de 1970, los pastores se convierten para él en objeto de investigación en sí mismos. La idea de que los pastores modernos eran depositarios de la herencia cultural guanche ya se había propuesto en el siglo XIX por Berthelot, y continuado por Verneau y Bethencourt Alfonso. Diego Cuscoy consideraba a los pastores descendientes directos de los guanches y depositarios de su cultura.
En el capítulo XVI de su libro "Los Guanches, vida y cultura del primitivo habitante de Tenerife" (1968) declara "este libro tendrá una continuación en otro donde quedarán recogidos todos los aspectos de la vida pastoril de Tenerife que han llegado a nuestros días". También, en una carta a Domingo Pérez Minik escribe "la herencia primitiva ha sido mucho más importante de lo que habíamos sospechado" y le confiesa su intención de publicar un nuevo libro en el que "más que hablar yo, van a hablar los pastores supervivientes". Este proyectado segundo libro, continuación de Los Guanches, dedicado al mundo pastoril, sin embargo nunca fue publicado.
Muestra de este gran interés por los pastores y de cómo le ayudaron a construir su obra y pensamiento es cómo se refiere a ellos en su discurso en la ceremonia en la que recogió la Medalla de oro de la Isla, el 30 de junio de 1982: "Permítanme que en este capítulo de los agradecimientos tenga presente en el recuerdo a los que no me van a oír, a los viejos y nobles pastores, a los cabreros, que me llevaron desde el guaydil a la retama, desde las tierras rojas o desde las tierras blancas a las cumbres y a los cráteres, desde las cuevas sepulcrales con huesos ensalitrados a los campos de pastoreo donde nos esperaba la oculta sorpresa de la cerámica con el tacto del pastor antiguo. Darles las gracias por los caminos que me enseñaron, por la hermosa y pura toponimia con que enriquecieron mi vocabulario insular y con el que se rotula el mapa arqueológico de la isla; por revelarme el secreto de tanto barranco, dominado por el vértigo, por guiarme hasta la fuente recóndita, por haberse prestado gustosamente a comunicarme las claves sin las cuales era imposible descifrar el código vital de sus antepasados. No sería agradecido si en esta hora no compartiese con ellos el honor que se me hace".

## El folklore infantil
En 1944  publica el libro “El Folklore infantil” (1944/1990), de más de un centenar de páginas, que revela a un etnógrafo ya formado. Este trabajo analiza las canciones de cuna, monerías, oraciones, los juegos, canciones de corro y recitados, juegos de saltar, correr o con objetos, formulillas, juguetes, cuentos tradicionales, amuletos y curanderismo infantil, adivinanzas y enigmas. La bibliografía que utiliza revela paralelos en el folklore infantil catalán, su región de nacimiento, y el folklore gallego, derivados de su estancia como maestro nacional en Galicia. Esta capacidad de análisis revela a un investigador atento y detallista con los niños, a los que impartía clases y con los que convivía, los cuales se convirtieron en su objeto de análisis.

## El Fondo Documental Luis Diego Cuscoy
Diego Cuscoy recopiló a lo largo de su trayectoria una gran cantidad de materiales documentales en diferentes soportes: fotografías, diapositivas, películas, grabaciones de audio, etc. que constituyen un legado histórico.
Aficionado a la fotografía, la empleó para documentar su trabajo como arqueólogo y etnógrafo.
Este legado fue donado en 1991 por la familia del arqueólogo al Puerto de la Cruz y su Museo Arqueológico, y fue depositado en el Fondo Diego Cuscoy del Museo Arqueológico del Puerto de la Cruz en 2012.
En 2018 el Gobierno de Canarias presentó el proyecto de recuperación del legado de Luis Diego Cuscoy a través de una exposición en la Sala Instituto Canarias Cabrera Pinto. El legado de Diego Cuscoy se digitalizó y catalogó.

## Diego Cuscoy en el cine
En 2019, el cineasta canario Miguel G. Morales junto a la artista visual S. Navarro Martín dirige el largometraje documental “De los nombres de las cabras”, con montaje de Ivó Vinuesa y diseño sonoro de Juan Carlos Blancas. Es un documental experimental construido con archivos fílmicos, sonoros y fotográficos del arqueólogo Luis Diego Cuscoy.
En su estreno mundial gana el Gran Premio Ciudad de Lisboa al Mejor Largometraje en Indie Lisboa 2019.

## Obra literaria
Luis Diego Cuscoy se dedica a la literatura y la poesía, de forma autodidacta, durante toda su vida, relacionándolas con su intereses en arqueología y etnografía, desde obras tan tempranas como "Entre pastores y ángeles" (1941). Él mismo consideraba a Azorín y a Juan Ramón Jiménez como las influencias fundamentales de su trabajo literario.
Durante su juventud en La Orotava frecuenta la Librería Miranda, dónde se reúne a una tertulia, poniéndolo en contacto con periódicos y revistas de la época. Este ambiente le da acceso a las bibliotecas de Antonio Lugo Masaieu y del Liceo Taoro. En esos años, década de 1920, mientras estudiaba Magisterio, colaboró con poemas y cuentos en prensa y revistas literarias como Hespérides, La Voz del Valle, La Atlántida o Gaceta de Tenerife. Tras la guerra civil colabora con revistas como El Mirador donde publica su relato "Flor de carne sobre el abismo", la revista Mensaje y a finales de los cincuenta y primeros de los sesenta pública en Gánigo.
Mantuvo correspondencia con Azorín, Camilo José Cela, Dulce María Loynaz, Domingo Pérez Minik, María Rosa Alonso. Sin embargo no participó en las vanguardias ni se le reconoció como un escritor valoso o interesante, solo se le presta atención tras el desarrollo de su carrera como arqueólogo.
El paisaje, constante en su trabajo de campo como arqueólogo, es siempre una de sus temáticas principales: territorios volcánicos, barrancos, como por ejemplo en “Cráteres en Vigilia” (1947) en el que habla del territorio de Las Cañadas del Teide (capítulos como: "La cañada", "La lava negra", "La retama", "La violeta del Teide"), mientras "Solveig, latitud de mi isla" (1953) es un poema largo en el que trata también la isla. En "Entre el volcán y la caracola" (1956) reúne pequeños relatos histórico y geográficos, orientados a lectores infantiles o juveniles. Por ejemplo el capítulo IV dedicado a la isla de El Hierro contiene: "1.-La antigüedad. Grabados en Piedra.s 2.-Historia. Augerón y Armiche. 3.-Leyenda. El bimbache Ferinto".

## Premios y distinciones
Entre otras distinciones otorgadas a su labor científica e investigadora destacan:
- Encomienda de Alfonso X el Sabio en 1977.
- Medalla de oro de la isla de Tenerife en 1982.
- Premio Canarias en la categoría de Acervo Sociohistórico y Patrimonio Histórico Artístico y Documental en 1986.

## Libros y artículos sobre arqueología y etnografía
- Luis Diego Cuscoy (1943). La cerámica decorada de Tenerife. Revista de Historia, ISSN 0213-9464, N.º. 64, págs. 277-279.
- Luis Diego Cuscoy (1943). Notas sobre D. Diego de Muros, Obispo de Canarias. Revista de Historia, ISSN 0213-9464, N.º. 61, págs. 54-61.
- Luis Diego Cuscoy (1944). El folklore infantil. Revista de Tradiciones Populares, 2, La Laguna, Instituto de Estudios Canarios.
- Luis Diego Cuscoy (1944). Las cuentas de collar. Revista de Historia, ISSN 0213-9464, N.º. 66, págs. 117-124.
- Luis Diego Cuscoy (1944). La aparición de la Virgen de la Candelaria en un libro portugués del siglo XVII. Revista de Historia, ISSN 0213-9464, N.º. 65, págs. 81-82.
- Luis Diego Cuscoy (1945). Excursión a los concheros de Teno, I. Revista de Historia, XI (72): 426- 432. Notas de LDC.
- Luis Diego Cuscoy (1945). Sobre unas canciones de cuna. Revista de Historia, ISSN 0213-9464, N.º. 69, págs. 84-86.
- Luis Diego Cuscoy (1946). Excursión a los concheros de Teno, II. Revista de Historia, XII (73): 17- 25. Notas de LDC.
- Luis Diego Cuscoy (1946). La cueva sepulcral de la "Degollada de la Vaca”. Revista de Historia, ISSN 0213-9464, N.º. 75, págs. 252-259.
- Luis Diego Cuscoy (1946). Contribución al estudio del folklore canario. La Adivina. El Museo Canario, ISSN 0211-450X, N.º. 7, 17, págs. 57-76.
- Luis Diego Cuscoy (1947). Excavaciones arqueológicas en Tenerife, Canarias (Plan Nacional 1944- 45). Informes y Memorias de la Comisaría General de Excavaciones Arqueológicas, 14 (Firma Juan Álvarez Delgado, pero el autor de la mayor parte del libro es Luis Diego Cuscoy).
- Luis Diego Cuscoy (1947). De arqueología canaria: estudios acerca de las tabonas de los guanches. Cuadernos de Historia Primitiva I (2): 111-120.
- Luis Diego Cuscoy (1947). Noticias sobre el gofio de "vidrio". Revista de Historia, ISSN 0213-9464, N.º. 79, págs. 365-367.
- Luis Diego Cuscoy (1948). El enterramiento de "Los Toscones", en el Barranco de Abalos (Isla de la Gomera). El Museo Canario, ISSN 0211-450X, N.º. 9, 27-28, págs. 11-20.
- Luis Diego Cuscoy (1949). Notas acerca de la industria lítica guanche. Revista de Historia, ISSN 0213-9464, N.º. 86-87, págs. 204-214.
- Luis Diego Cuscoy (1949). Algunos ejemplos de la cerámica decorada. Boletín de Educación de la Inspección Provincial de Primera Enseñanza 2a época. 3-4: 48-50.
- Luis Diego Cuscoy (1950). La cerámica de Tenerife como elemento definidor de la vida guanche. Ampurias, XII: 104-108.
- Elías Serra Ràfols, Luis Diego Cuscoy (1950). De arqueología canaria: Los molinos de mano. Revista de Historia, ISSN 0213-9464, N.º. 92, págs. 384-397.
- Luis Diego Cuscoy (1951). El determinismo geográfico en la habitación del aborigen de las Islas Canarias. Actas y Memorias de la Sociedad Española de Antropología, Etnografía y Prehistoria, XXVI: 17-58.
- Luis Diego Cuscoy (1951). Disposición y práctica de enterrar en las cuevas. Revista de Historia, ISSN 0213-9464, N.º. 95-96, págs. 339-341.
- Luis Diego Cuscoy (1952). La necrópolis de la Cueva de Uchova en al barranco de La Tafetana (Tenerife). Revista de Historia, ISSN 0213-9464, N.º. 100, págs. 390-412.
- Luis Diego Cuscoy (1952). El ajuar de las cuevas sepulcrales de las Canarias Occidentales. Actas del II Congreso Nacional de Arqueología: 135-159.
- Luis Diego Cuscoy (1953). Nuevas excavaciones arqueológicas en las Canarias Occidentales. Yacimientos de Tenerife y La Gomera (1947-1951). Informes y Memorias de la Comisaría General de Excavaciones Arqueológicas, 28. Madrid.
- Luis Diego Cuscoy (1953). Alajeró (Gomera), Barranco de Abalos (Gomera).Noticiario Arqueológico Hispánico, I, 1-3: 177-179.
- Luis Diego Cuscoy (1954). La investigación arqueológica en Tenerife. Revista de Historia XX (105- 108): 86-87.
- Luis Diego Cuscoy (1954). Paletnología de las Islas Canarias. Actas de la IV Sesión del IV Congreso Internacional de Ciencias Prehistóricas y Protohistóricas. Madrid, 1954. Zaragoza.
- Luis Diego Cuscoy (1955). Los Petroglifos del Caboco de Belmaco, Mazo, isla de La Palma (Canarias). III Congreso Nacional de Arqueología: 6-29.
- Luis Diego Cuscoy (1955). Nuevas consideraciones en torno a los petroglifos del "caboco" de Belmaco (Isla de La Palma). Revista de Historia, ISSN 0213-9464, N.º. 109-112, págs. 6-29
- Luis Diego Cuscoy (1956). La investigación arqueológica en Tenerife. Revista de Historia, XXIII (115- 116): 86-87.
- Luis Diego Cuscoy (1956). La investigación arqueológica en Tenerife. Estudios Canarios: Anuario del Instituto de Estudios Canarios, ISSN 0423-4804, N.º. 1, 1955-1956, págs. 27-28.
- Luis Diego Cuscoy (1956). Descubrimiento de una sepultura guanche en la isla de Tenerife. Ibérica XXIII (321): 43-44 .
- Luis Diego Cuscoy (1957). La cueva sepulcral del Barranco de Jagua, en El Rosario, isla de Tenerife. Revista de Historia Canaria, ISSN 0213-9472, N.º 117-118, págs. 62-75
- Luis Diego Cuscoy (1957). Actividades arqueológicas en Tenerife y La Palma durante 1957. Revista de Historia Canaria, XXIII (119-120): 160-162.
- Luis Diego Cuscoy (1958). Catálogo- Guía del Museo Arqueológico de Tenerife. Santa Cruz de Tenerife. Publicaciones del Servicio de Investigaciones Arqueológicas del Museo Arqueológico de Tenerife, no 1.
- Luis Diego Cuscoy (1958). Los grabados rupestres de Tigalate Hondo: (Mazo. Isla de La Palma). Revista de Historia Canaria, ISSN 0213-9472, N.º 123-124, págs. 243-254.
- Luis Diego Cuscoy (1959). La ceramique guanche témoin de l’ancienne civilisation des Canaries, de Gabriel Sévy. Revista de Historia Canaria XXV): 126.
- Luis Diego Cuscoy (1960). Una cueva de pastores en La Dehesa (Isla de El Hierro). El Museo Canario, ISSN 0211-450X, N.º. 21, 73-74. (Ejemplar dedicado a: Homenaje a Simón Benítez Padilla (I)), págs. 167-176.
- Luis Diego Cuscoy (1960). Trabajos en torno a la cueva sepulcral de Roque Blanco. S/C de Tenerife. Publicaciones del Museo Arqueológico – SIA, 2.
- Luis Diego Cuscoy (1961). Armas de madera y vestidos del aborigen de las Islas Canarias. Anuario de Estudios Atlánticos, ISSN 0570-4065, N.º. 7, págs. 499-536.
- Luis Diego Cuscoy (1961). Ajuar doméstico guanche: una cuchara y un plato. Revista de Historia Canaria XXVII, ISSN 0213-9472, N.º 133-134, 1961, págs. 1-5.
- Luis Diego Cuscoy (1962). La cueva sepulcral del Barranco de Jagua, en El Rosario, isla de Tenerife. Noticiario Arqueológico Hispánico, ISSN 0211-1748, N.º. 5, 1956-1961, págs. 76-85.
- Luis Diego Cuscoy (1962). Estado de la investigación arqueológica en las Islas Canarias. VII Congreso Nacional de Arqueología: 79-81 .
- Luis Diego Cuscoy (1962). Calcos y vaciados de grabados rupestres. VII Congreso Nacional de Arqueología: 88-95 .
- Luis Diego Cuscoy (1962). Armas de madera y vestido del aborigen de las Islas Canarias. IV Congres Panafricain de Préhistoire et de l’Etude du Quaternaire (1959). Tervuren: 487-505.
- Luis Diego Cuscoy (1963). Paletnologia de las Islas Canarias. S/C de Tenerife. Publicaciones del Museo Arqueológico-SIA, 3.
- Luis Diego Cuscoy (1963). Frederick Everard Zeuner (1905-1963). Estudios Canarios: Anuario del Instituto de Estudios Canarios, ISSN 0423-4804, N.º. 8, págs. 60-62.
- Luis Diego Cuscoy (1964). Una Cueva Sepulcral en el Barranco del Agua de Dios en Tegueste (Tenerife). Excavaciones Arqueológicas en España, 23. Madrid.
- Luis Diego Cuscoy (1965). Tres cuevas sepulcrales guanches (Tenerife). Excavaciones Arqueológicas en España, 37. Madrid.
- Luis Diego Cuscoy (1966). Notas arqueológicas sobre el Julan (Isla de El Hierro). Actas del V Congreso Panafricano de Prehistoria y de Estudio del Cuaternario (S/C de Tenerife, 1965). Santa Cruz de Tenerife, Publicaciones del Museo Arqueológico de Tenerife-SIA, 6, II: 43-52.
- Luis Diego Cuscoy (1967). Arqueología del Turismo. Madrid, Instituto de Estudios Turísticos.
- Luis Diego Cuscoy (1968). Armas de los primitivos canarios. Enciclopedia Canaria, 8. S/C de Tenerife (Aula de Cultura de Tenerife).
- Luis Diego Cuscoy (1968). Los Guanches. Vida y cultura del primitivo habitante de Tenerife. Santa Cruz de Tenerife. Publicaciones del Museo Arqueológico-SIA, 7.
- Luis Diego Cuscoy (1970). Excavaciones del Plan Nacional realizadas por el Museo Arqueológico de Tenerife. Revista de Historia Canaria, XXXIII (165-168): 107-108.
- Luis Diego Cuscoy (1970). Contribución al estudio de la cerámica de Tenerife. XI Congreso Nacional de Arqueología: 385-393.
- Luis Diego Cuscoy (1970). La Covacha del Roque de la Campana (Mazo, isla de La Palma). Homenaje a Elías Serra Ráfols, II: 149-162. La Laguna .
- Luis Diego Cuscoy (1970). El Roque de Teneguía y sus petroglifos. Madrid (Ministerio de Educación Nacional. Dirección General de Bellas Artes. Comisaría General de Excavaciones Arqueológicas).
- Luis Diego Cuscoy (1971). Gánigo. Estudio de la cerámica de Tenerife. Publicaciones del Museo Arqueológico de Tenerife-SIA, 8. S/C de Tenerife.
- Luis Diego Cuscoy (1972). Don Elías Serra Ràfols y la época heroica de la arqueología canaria. Revista de Historia Canaria, ISSN 0213-9472, N.º 169, 1971-1972, págs. 14-19.
- Luis Diego Cuscoy (1972). Excavaciones arqueológicas en Tegueste (Tenerife). Noticiario Arqueológico Hispánico. Prehistoria,I: 271-313.
- Luis Diego Cuscoy (1973). El Roque de Teneguía y sus petroglifos. Noticiario Arqueológico Hispánico (Prehistoria), 2: 57-141.
- Luis Diego Cuscoy (1974). Escondrijo y ajuar del "Risco de los guanches". El Museo Canario, ISSN 0211-450X, N.º. 35, págs. 29-39.
- Luis Diego Cuscoy (1975). La Necrópolis del Hoyo de los Muertos (Guarazoca, Isla de El Hierro). Noticiario arqueológico hispánico, ISSN 0211-1748, N.º. 4, págs. 9-28.
- Luis Diego Cuscoy (1975). La cueva de "Los Cabezazos", en el barranco del Agua de Dios (Tegueste, Tenerife). Noticiario arqueológico hispánico, ISSN 0211-1748, N.º. 4, 1975, págs. 289-336.
- Luis Diego Cuscoy  et Lionel Galand (1975): Nouveaux documents des Îles Canaries. L’Anthropologie, 79: 5-37.
- Luis Diego Cuscoy (1975). Técnicas de estudio y defensa de los grabados rupestres canarios. Estudios Canarios: Anuario del Instituto de Estudios Canarios, ISSN 0423-4804, N.º. 16-20, 1970-1975, págs. 71-73.
- Luis Diego Cuscoy (1976). Glosa a un fragmento de los "Apuntes" de Don José de Anchieta y Alarcón (Necrópolis y momias). Anuario de Estudios Atlánticos, ISSN 0570-4065, N.º. 22, págs. 233-270.
- Felipe Lorenzo, Luis Diego Cuscoy (1978). Crónicas de mi pueblo: (1900-1975). Santa Cruz de Tenerife : El Autor. ISBN 84-300-0023-2
- Luis Diego Cuscoy (1979). El conjunto ceremonial de Guargacho. (Arqueología y religión). Santa Cruz de Tenerife. Publicaciones del Museo Arqueológico de Tenerife, 11. Excmo. Cabildo Insular de Tenerife,Servicio de Investigaciones Arqueológicas. ISBN 84-500-2906-6.
- Luis Diego Cuscoy (1980). La presencia del Dr. Lionel Balout en las Islas Canarias. Prehistorie africaine. Melangs offerts au Doyen L. Balout. Paris.
- Luis Diego Cuscoy (1982). El Museo Canario y factores determinantes de su continuidad. El Museo Canario, ISSN 0211-450X, N.º. 42, 1982, págs. 7-18.
- Francisco Pérez Saavedra, Luis Diego Cuscoy (1982). La mujer en la sociedad indígena de Canarias. S.l. : s.n., D.L. 1982 (Tenerife: Impr. El Productor. ISBN 84-300-8123-2
- Luis Diego Cuscoy (1983). Las Canarias prehispánicas. Historia 16, ISSN 0210-6353, N.º 85, págs. 42-50
- Luis Diego Cuscoy (1983). ¿Espátulas/alisadores o bramaderas?. Homenaje al prof. Martín Almagro Basch / Martín Almagro Basch (hom.), Vol. 4, 1983, ISBN 84-7483-350-7, págs. 263-270
- Luis Diego Cuscoy, Ángel Luis del Arco Aguilar (1984). Nueva información sobre la cueva sepulcral del Barranco del Retamar, Guía de Isora, Tenerife. Tabona: Revista de Prehistoria y de Arqueología, ISSN 0213-2818, N.º. 5, 1984, págs. 485-486 .
- Luis Diego Cuscoy (1986). El banot como arma de guerra entre los aborígenes canarios (un testimonio anatómico). Anuario de Estudios Atlánticos, ISSN 0570-4065, N.º. 32, 1986, págs. 733-784.
- Luis Diego Cuscoy (1990). Reflexiones en torno al yacimiento de petroglifos de Don Pedro (Garafía-isla de La Palma). Serta Gratulatoria in Honorem Juan Regulo, IV (Geografía e Historia). Universidad de La Laguna: 131-146.
- Luis Diego Cuscoy (1991). El folklore infantil y otros estudios etnográficos. Prólogo y selección de textos por Alberto Galván Tudela, Santa Cruz de Tenerife, Museo Etnográfico / Aula de Cultura de Tenerife / Cabildo Insular de Tenerife. ISBN 84-87340-02-4.
- Luis Diego Cuscoy (1991). Bronislaw Malinowski en Icod de los Vinos. Homenaje al profesor Dr. Telesforo Bravo, Vol. 2,, ISBN 84-7756-245-8, págs. 203-222.
- Luis Diego Cuscoy (1998). La alfarería isleña en peligro. El Pajar: Cuaderno de Etnografía Canaria, ISSN 1136-4467, N.º. 4, 1998 (Ejemplar dedicado a: Alfarería canaria: presente y futuro), págs. 37-38.

## Obra literaria
- Luis Diego Cuscoy (1928) Tenerife espiritual. Villa de la Orotava. Imprenta de Antonio Herreros.
- Luis Diego Cuscoy (1941). Entre Pastores y Ángeles, Tenerife, Ediciones Escuela Azul. Reedición: 1998 Arona: Patronato Municipal de Cultura·Ayto. de Arona.
- Luis Diego Cuscoy (1944) Canarias, el archipiélago afortunado. Ilustraciones: Martín González y José Viñals. Barcelona. Seix Barral.
- Luis Diego Cuscoy (1947) Cráteres en vigilia. Santa Cruz de Tenerife. Imprenta García Cruz.
- Luis Diego Cuscoy (1948) Tenerife la isla del Teide. Barcelona. Seix Barral.
- Luis Diego Cuscoy (1949) De Ifni a Cabo Blanco. Barcelona. Seix Barral
- Luis Diego Cuscoy (1953) Solveig, latitud de mi isla. Colección Retama, III. La Laguna. Instituto de Estudios Canarios.
- Luis Diego Cuscoy (1956). Entre el volcán y la caracola: lecturas canarias. Ilustraciones: Antonio Torres. La Laguna. Instituto de Estudios Canarios.
- Luis Diego Cuscoy y Peder C. Larsen (1957). El libro de Tenerife. Santa Cruz de Tenerife: Ediciones Anaga.
- Luis Diego Cuscoy (1969) Itinerario sobre espumas. Tenerife. Aula de Cultura de Tenerife.
- Luis Diego Cuscoy (1981) Con Sabino Berthelot. Feje de escritos y palabras. Santa Cruz de Tenerife. Edición privada.
- Luis Diego Cuscoy (1984) Que permitan el retorno de las libélulas. Tenerife. Ayuntamiento de Santa Cruz de Tenerife.
- Luis Diego Cuscoy (2019). Luis Diego Cuscoy: obra literaria / Estudio introductorio de Alfonso González Jerez, Juan Francisco Navarro Mederos, Miguel Ángel Clavijo Redondo. La Laguna. Instituto de Estudios Canarios. Textos escogidos: Tenerife espiritual (1928) -- Flor de carne sobre el abismo (cuento) (1939) -- Cráteres en vigilia (1947) -- Tenerife (La isla del Teide) (1948) -- Solveig, latitud de mi isla (poema) (1953) -- Entre el volcán y la caracola (1957) -- Itinerario sobre espumas (1960) -- Renacer para morir (1961) -- ...Que permitan el retorno de la libélulas (1984) -- Pedro García Cabrera: "A Luis Diego Cuscoy" (1964). ISBN: 978-84-09-14858-5

Poemas, relatos y colaboraciones publicados en revistas literarias: La Voz del Valle (1926, 1927), Hespérides (1927), Gaceta de Tenerife (1927, 1928, 1929, 1930), La Atlántida (1928), La Prensa (1929, 1931, 1932, 1933, 1934, 1935, 1936), El Mirador (1939, 1940, 1941), Mensaje (1945), Tenerife gráfico (1946, 1949, 1954), Drago, revista mensual de cultura (1953), Gánigo (1953, 1954, 1956, 1961), Magec (1978).